# 海星站點計劃
海星站點計劃（英文：Starfish Sites ）是在第二次世界大戰德國對實施英國大轟炸期間，英國爲了將德軍轟炸目標從人口密集的城市轉移到人口稀少的鄉村上空，特地用燈光和火堆佈置了數百個誘餌，以引誘德國空軍轟炸這些假目標。在整個戰爭期間，共有237個誘餌站點保護著英國全國81個城鎮。